# Szurduk
Szurduk (románul: Surduc) falu Romániában, Szilágy megyében.

## Fekvése
Szilágy megyében, Zsibótól keletre, a Szamos bal partján, Csokmány és Szamosőrmező között fekvő település. A  kirstóczi-patakkal egyesült szalonnai patak folyik rajta keresztül. 

## Története
A település neve szláv szó, jelentése szurdék, szeglet.
Az oklevelekben 1554-ben említették először Naghzwrdok néven, majd 1630-ban Nagy-Szurduk,
1750-ben Szurduk néven volt említve.
Szurduk kezdetektől fogva Csáki-Gorbóhoz és ezzel együtt a kolozsmegyei Almás-várához tartozott.
1554-ben Somi Anna Balassa Imre özvegye a birtok negyedrészét férjére Patócsi Boldizsárra hagyta.
1590-ben néhai Balassa Margitnak első férjétől néhai Bornemissza Benedektől való gyermekei Zsigmond, Anna és Zsófia Saffarith Györgyné, valamint második férje Kendy Gábor és ettől való fiai Kendy István és Gábor itteni részüket maguk között felosztották, s ebben megerősítette őket 1591-ben Báthory Zsigmond is.
1641-ben Csáky István birtoka volt.
1652-ben Csáky István és fiai Ferenc, István és László itteni részüket a rajta levő kúriával együtt Kemény Zsigmondnak zálogosították el, és csak 1694-ben váltotta vissza 9000 forintért a Kemény családtól.
1696-ban Szurduk-ot török hódoltság alatt levő falunak írták.
1698-ban Csáky László itteni birtokrészeit nejének Jósika Juditnak adományozta, de ennek fia László ellentmondott.
1702-ben a település birtokosa gróf Csáky László volt, majd 1724-ben Csáky Imréé lett.

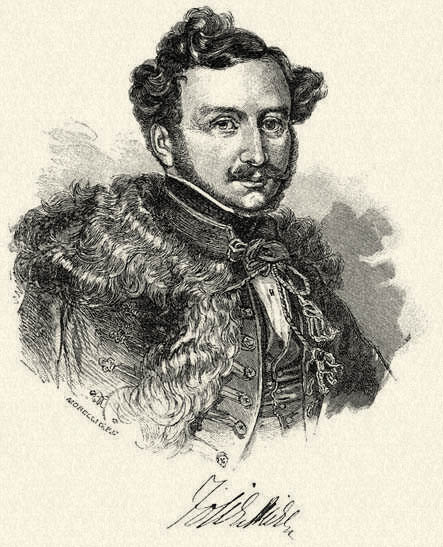
Jósika Miklós (1794-1865)

1810-ben Szurduk birtokosa báró Jósika Miklós volt.
1830-ban készült összeíráskor a falunak 454 lakosa volt.
1844-ben 657 lakosa volt.
1857-ben 584 lakosú község volt, ebből 10 római katolikus, 13 örmény katolikus, 523 görögkatolikus, 4 evangélikus, 17 helvét, 4 unitárius, 13 zsidó. A házak száma 102 volt.
1886-ban 470 lakosából 7 római katolikus, 426 görögkatolikus, 11 helvét hitű, 26 zsidó.
1891-ben 686 lakosa volt, melyből 33 római katolikus, 549 görögkatolikus, 64 református, 38 izraelita és 2 örmény katolikus volt.
1900-ban 736 lakosa volt, melyből 122 magyar, 7 német, 604 oláh, 3 egyéb nyelvű, magyarul beszélni tudott 202. Római katolikus volt 29, görögkatolikus 605, görögkeleti 1, református 54, izraelita 47 fő volt. Ebből magyarul írt, olvasott 138. A házak száma pedig 148 volt.
Szurduk a trianoni békeszerződés előtt Szolnok-Doboka vármegye Csákigorbói járásáhoztartozott.

## Nevezetességek
- Görögkatolikus temploma - 1850-ben épült fából, torony nélkül. Anyakönyvet 1858-tól vezetnek.
- Jósika-kastély